# Hellenizmus

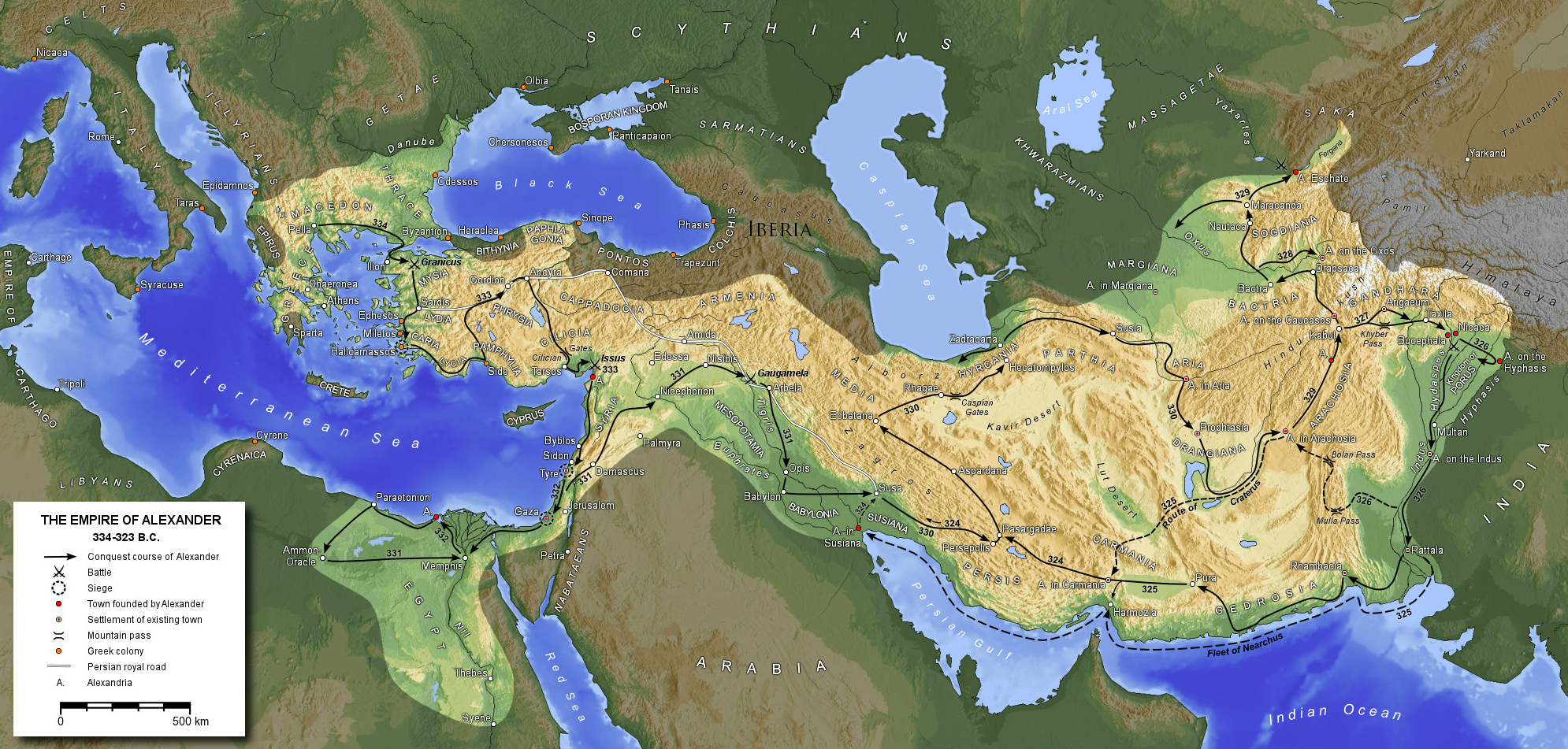
III. Alexandrosz makedón király birodalmának legnagyobb kiterjedése

A hellenizmus vagy hellenisztikus korszak rendkívül összetett fogalom, melynek értelme és használata az idők folyamán sokszor változott. A „hellenizmus” alapvetően a görög kultúra elemeinek más kultúrák elemeivel keveredését jelenti, amely egyszerre a görög műveltség terjedése, és ennek révén új, a korábbitól különböző kultúrák megjelenése. A hellenizmus legjellemzőbb tulajdonsága az eklektika.
Politikai értelemben az ókori történelem egyik időszakát képviselő hellenisztikus civilizációt, kulturális téren az ókor művészetének egyik korstílusát, a hellenisztikus művészetet jelöli. Időhatárai pontosan nem meghatározhatóak. Kezdetét általában III. Alexandrosz makedón király uralkodásához kötik. Politikai értelemben akkor ért véget, amikor Kr. e. 30-ban az utolsó hellenisztikus monarchiát, a Ptolemaida Egyiptomot is bekebelezte a Római Birodalom. A kulturális értelemben vett hellenizmus azonban a birodalom görög nyelvű területein továbbra is jelen volt, és csak a kereszténység szorította ki végleg az i. sz. 4-5. században, sőt Egyiptomban az ősi egyiptomi és a görög civilizáció keveredését jelentő hellenizmus egészen az arab hódításig meghatározta a mindennapokat és bizonyos elemei a 10. századig éltek.
A „hellenizmus”, mint történeti fogalom gyakorlatilag közmegegyezésen alapul, nincsenek kézzelfogható idő- és térbeli korlátai. Felső időhatára általában az actiumi csata (i. e. 31). Addigra azonban a hellenisztikus kultúrák vagy Parthia (Mezopotámiától Kelet-Iránig), vagy Róma (Kisázsia és Közel-Kelet) kulturális hegemóniájában olvadtak fel, Egyiptomban pedig az ősi kultúra idomította magához a hellénséget. I. e. 31-ben a hellenisztikus kultúra már sehol sem létezett, III. Alexandrosz halálakor még sehol sem – bizonyos mértékig kivéve Egyiptomot, Boszporoszt, valamint magát Rómát, ahol azonban a hellenizmus jóval korábbi eredetű, és inkább kapcsolható a korai görög gyarmatosításhoz, mint a későihez.

## Korai hellenizmus
A korai görög gyarmatosítás folyamata az i. e. 7. századra a mediterráneumban már erős hellenizációt okozott, amely nem azonos ugyan a „hellenizmus” korával, de civilizációs következményei hasonlóak ahhoz. Ezért néha „hellenisztikus” jelzővel látják el a görög gyarmatvárosok különböző kultúráit is.
A görögség ez idő tájt hasonló diaszpórákat alkotott, mint korábban az asszírok, későbben pedig a zsidók. A korai görög gyarmatosítás következményei Egyiptomban és az etruszk-latin területeken váltak a leglátványosabbá, hatásai végigkövethetők az ókor folyamán. Hasonlóan a görög gyarmatvárosok görögségének hatása látható Küréné környékén és a későbbi Boszporoszi Királyságban.

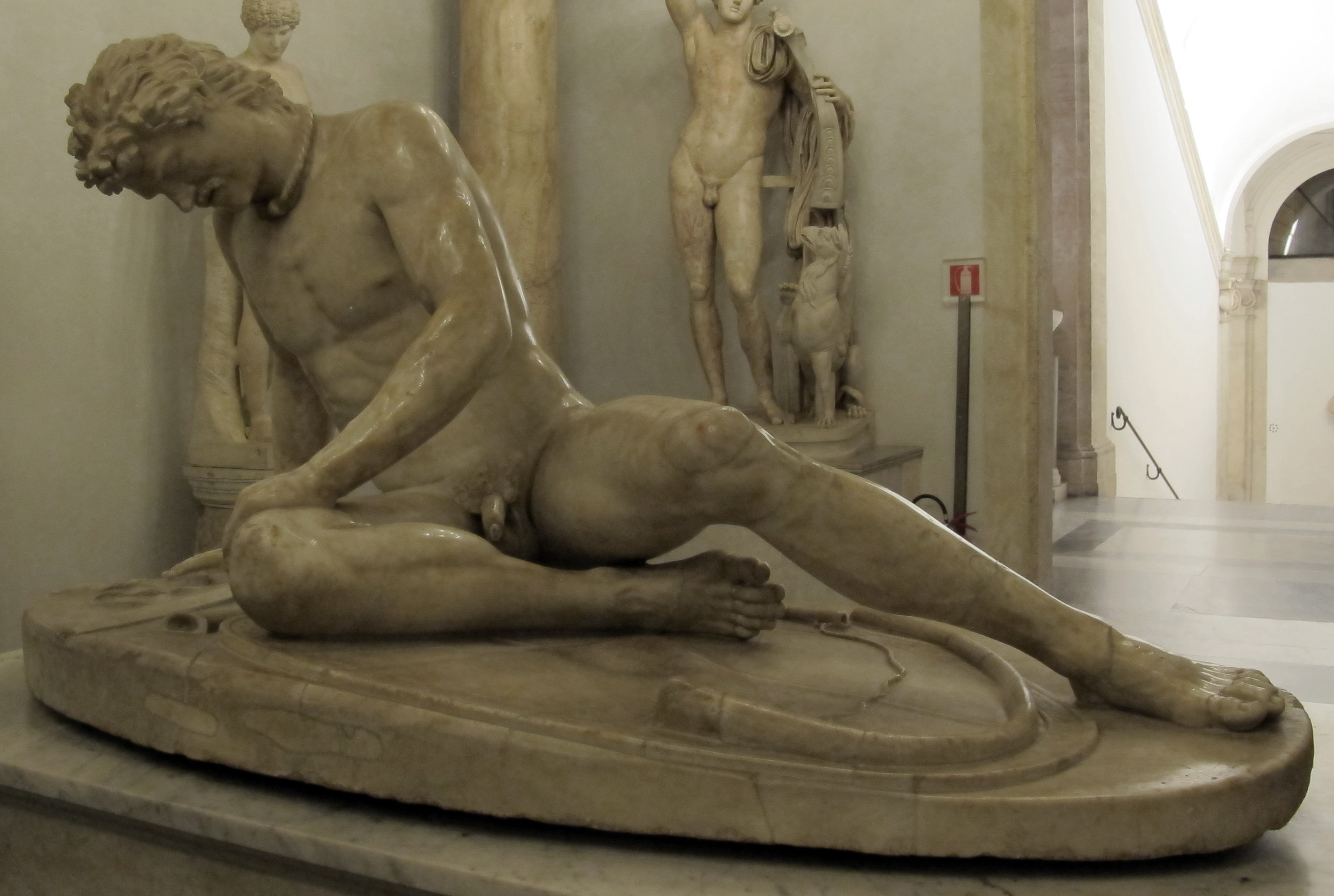
Haldokló gallus hellenisztikus szobor márványmásolata, i. e. 230-as évek

A görög kultúra exportja először szinte mindenhol a képzőművészetek terén jelentkezett, úgy a szobrászatban, mint a grafikus ábrázolási módokban. Ezenkívül a görög mintájú természeti istenek kultuszai terjedtek – hol egybeolvadva a régiekkel, hol szinte változatlanul átvéve azokat. Egyiptomban sajátos, csak erre a területre jellemző kultuszok alakultak ki, melyek a helyi totemisztikus eredetű, illetve fétis-jellegű istenségek kultuszainak részleges megváltozásával járt. Ilyenek például Szerápisz, Mnevisz és Ápisz, melyek valamennyien termékenység-jelképek. A görögök is átvettek bizonyos vallási elemeket, mint például Harpokratész, a gyógyító, és Ízisz, az anyaistennő.
A Közel-Keleten és Kisázsiában valamennyi egyiptomi-görög szinkretista isten rendkívüli népszerűségnek örvendett, és nagy szerepük volt további kultuszok beolvasztásában, melyekből végül is a misztériumvallások nőtték ki magukat. A hellenisztikus misztérium-vallások tulajdonképpen a korai görög gyarmatosítás egyenes következményei (Adonisz, Kübelé, Mithrász stb.), de ezekhez több évszázad szükségeltetett.
A korai görög gyarmatosítás sehol sem hozott nagy kiterjedésű politikai hegemóniát, azaz jelentős területszerzést. Az államisággal még nem rendelkező helyeken az anyavárosokhoz hasonló önálló poliszok jöttek létre, városállamok sorozata, melyek azonban nem ismerték el az anyaváros főségét, de helyi államokat sem alakítottak ki. A dél-itáliai, fekete-tengeri és észak-afrikai görög kolóniák ugyanolyan jellegűek voltak, mint balkáni rokonaik. Az egyes birodalmakban – mint például Egyiptomban – létesülő görög diaszpórák mindig valamilyen engedély birtokában alakultak, ami egyben a város politikai önállóságának feladását is jelentette.
A folyamat ugyanolyan jellegű volt, mint például a föníciai kolonizálás, vagy a zsidók diaszpóra-jelensége. Független, önálló gyarmatvárosok alakultak, melyek csak etnikumukban tartoztak Görögországhoz. E települések bekeretezték a Földközi- és Fekete-tenger partvidékét, de az anyaváros számára jelentős területszerzéssel nem jártak. A „körüllakó” (perioikosz) őslakók ritkán asszimilálódtak, néha kultúra-csere történt. A „nagy hellén gyarmatosítás” ráadásul csak egy mellékterméke a görög polisz fejlődésének, hiszen a behatárolt területtel és eltartóképességgel, ezenkívül rendkívül csekély politikai toleranciával rendelkező poliszok kénytelenségből küldték a hellén világ peremterületeire a politikailag kellemetlen, és a népességszaporulat miatt már el nem tartható polgáraikat. A gyarmatváros gyakran kapcsolatban maradt anyavárosával, ugyanakkor a „barbárokkal” folytatott kereskedelem közvetítőivé vált.

## Klasszikus hellenizmus

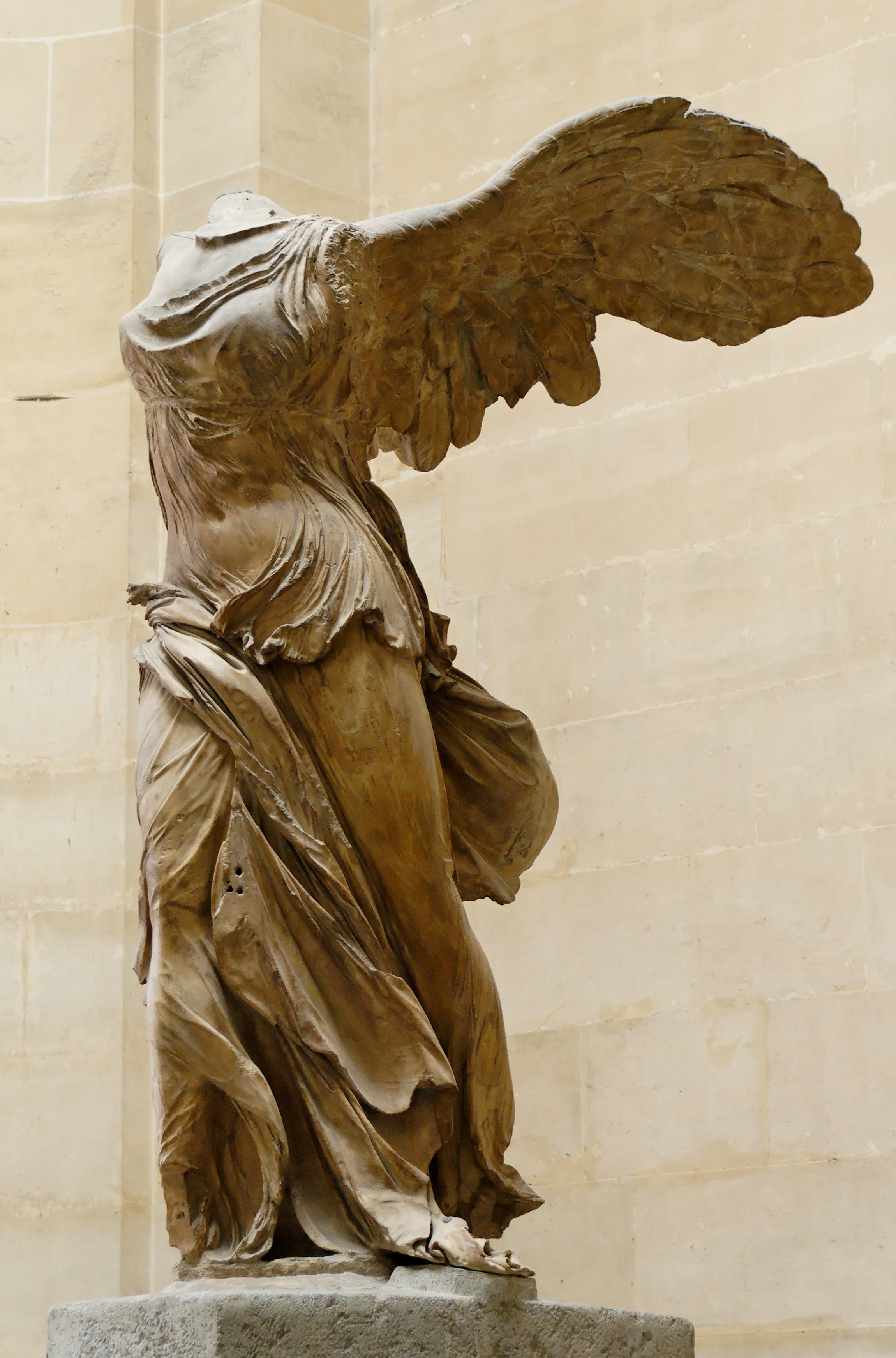
A szamothrakéi Niké

III. Alexandrosztól a görög gyarmatosítás új formája indult meg. Kulturális megjelenése a keleti és nyugati civilizáció elemeinek összekeveredése.
A hellenizmus korában már nem alapítottak új településeket, hanem a görögök az agresszív hódítás után a meglévő régiekben telepedtek le, elvegyülve a helyi lakossággal, ami jelentős kulturális összeolvadást hozott. A hellenizmus korának városait az őslakosok és kiszolgált katonák lakták. Nagy területek kerültek közvetlenül görög befolyás alá, mind politikai, mind gazdasági síkon is. Azonban a hellén világ nem volt felkészülve egy világbirodalomra – még a monarchikus Makedónia sem –, ezért fordult Alexandrosz a keleti despotátusok formuláihoz. Ez pedig hiba volt, mert a két hagyomány összekapcsolódása után egyik fél sem lehetett maradéktalanul elégedett, főképpen nem a görög-makedón veteránok.
A hellenizmus korának kezdete sem a művészetekben, sem a tudományokban nem hozott törést, irányváltást, bár később a változás, alakulás folyamatos volt. Nem lehet meghatározni egy olyan pillanatot, amikortól például a filozófia hellenisztikussá válik, nincs olyan filozófus, akit a hellenizmus elsőjeként meg lehetne említeni. Még Epikurosz sem ilyen. A platóni Akadémosz folyamatosan változó irányultságú volt, a vezető személyétől függően. Az arisztotelészi Peripatosz már Alexandrosz előtt is „hellenisztikus” jellegű volt, a Sztoa Poikilé tanai későbbiek, Diogenész és Antiszthenész pedig korábbiak. Alexandrosz hódításai csak politikailag hoztak újat, hiszen a diadokhosz államok egészen Egyiptom bukásáig fontos  szerepet játszottak, a hellenizmust mégis leginkább művészeti és filozófiai síkon emlegetjük.
Ahogy a hellenizmust időben nem lehet pontosan behatárolni, a fogalomnak tartalmát sem, hogy mit lehet egyáltalán hellenisztikusnak tekinteni. Hiszen ha valamennyi kultúrát ide soroljuk, amelyben görög elemek jelentek meg, akkor az etruszkoktól kezdve a késő római korig mindent fel lehet sorolni. Ezenkívül nincs két olyan terület, ahol az újabb görög gyarmatosítás akárcsak hasonló eredménnyel járt volna. Az Alexandrosz halála után széteső, és egyre inkább aprózódó birodalom valamennyi utódállamában eltérő politikai, kulturális és gazdasági viszonyok alakultak ki.
Általánosítható hellenisztikus stílus egyáltalán nincsen, éppen a rendkívüli sokféleség és az atipikus elemek a jellemzőek. A helyi hagyományok mindenütt szívósan fennmaradtak, a művészetekben, a filozófiában különböző „iskolák” jöttek létre, melyek helyre jellemzőek, nem időre. A jogalkotás és törvényhozás a görög intézmények mellett a helyi szokásjogokat is figyelembe vette. Még az egyes országoknak sem volt egységes nyelvük, még akkor sem, ha néhány nyelv, mint például az arameus nagy területen elterjedt. Az egyetlen közös nyelv a hellének által koinénak nevezett középgörög köznyelv, amelynek eredeti szókincse sok jövevényszóval bővült. A koiné a legtöbb görög nyelvjárást kiszorította. A „hellén” megjelölés ekkor már nem „görögöt” takart, hanem a diadokhosz-államok arisztokráciáinak valamennyi tagját, tekintet nélkül az etnikumra, míg a köznép – ismét etnikai megkülönböztetés nélkül – a „népek”. A. A. Long a hellenizmus meghatározására is éppen elegendőnek tartja a koiné nyelv kialakulását.

## Hellenisztikus filozófia

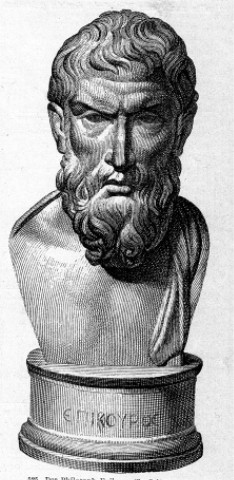
Epikurosz

A hellenizmus kulturális termékei sajátságos, egyedi, atipikus képet mutatnak. A klasszikus antik filozófia minden vonatkozásában a polisz ideológiáját tükrözte, bármelyik irányzatról legyen is szó (Arisztotelészig), a hellenisztikus filozófia egyfajta individualisztikus metamorfózison ment át. De ez nem kapcsolható Alexandrosz birodalmához, hiszen például a irányzat elsőjeként elkönyvelt Diogenész korábbi annál. Ez a képzőművészetben a szélsőséges realizmus képében jelent meg, és mint az amarna-művészet párhuzama is mutatja, valamiféle hanyatlás látható kifejeződése. Míg korábban nem volt jellemző a fatalizmus, ekkortól nagy szerepet kapott a Sors, melynek kizárólag a Bölcs ember nincs alárendelve. Ez nem más, mint a keleti misztériumvallások és az antik filozófia egyesítése. Jellegzetes alakulatai a hellenizmusnak a sztoikus, a cinikus, a peripatetikus, epikureus és szkeptikus rendszerek. A kifejezetten platonista irányzatok visszaszorultak, már csak azért is, mert az Akadémosz ligetében egyre inkább csak matematikát oktattak.
A sztoikusok a 'logoszt', a világmindenség általános rendező elvét keresték, elsőjük Kitioni Zénón, akinek irányát Kleanthész és Khrüszipposz foglalták rendszerbe. Világnézetük panteisztikus (csakúgy, mint a vallási kérdésekben lanyha érdeklődést mutató peripatetikusoké), ezzel összefüggésben az ember „világpolgárságát” hirdették (koszmopolitész). Ez utóbbi kifejezetten a makedón világbirodalom hatása. A cinikusok Diogenész és Antiszthenész követői, akik az egyszerű népnek beszéltek. A cinikus filozófia még nem volt cinikus, a szó mai, pejoratív értelmében. A szkepticizmus fő képviselői Metrodosz és Pürrhón, akik szerint az élet nyugalmának elérése csak a megismerés lehetetlenségének belátásával lehetséges. Kialakultak a szaktudományok, melyeknek első kidolgozói az arisztotelészi peripatetikusok voltak. Alexandriában a filológiával kísérleteztek, elsősorban Homérosz műveinek elemzésével.
A hellenizmus filozófiai és társadalmi áramlatai nagymértékben elősegítették a keleti jellegű istenek tiszteletének terjedését, a misztériumvallások kialakulását, és mágikus szemléletmód előtérbe kerülését. Elsőrendű táptalaja volt a kereszténységnek.
Az úgynevezett „hellenizmus” tehát nem más, mint a görög-makedón telepesekkel érkező hellén kultúra asszimilálódása, idomulása a helyi formákhoz. A lakosság különböző etnikumainak elkerülhetetlen keveredése a hellén elemek kezdeti túlsúlyát és a helyben talált formáktól való elkülönültségét átváltotta hellenizmussá, amelynek további fejlődése is eltérő lett területenként. Az egy, ami megegyezik, az a hellén elemek fokozatos felszívódása, eltűnése. Ahogy a diadókhosz-államok fennhatósága megszűnt egy-egy volt birodalom-részben, a hellének minden maradék elkülönülése, elkülöníthetősége is megszűnt, csakúgy, mint a további görög etnikum beáramlása.

## Külső hivatkozások
- Hegyi Dolores – Kertész István – Németh György – Sarkady János: Görög történelem a kezdetektől Kr. e. 30-ig. Budapest, Osiris, 2005. ISBN 9633897998
- A.A. Long: Hellenisztikus filozófia, Osiris Kiadó, 1998. ISBN 963-379-377-7
- A művészet története – az antik világ, Corvina Kiadó, 1986. ISBN 963-13-2247-5
- Castiglione, László. Hellénisztikus művészet. Budapest: Corvina. 963 13 0002 1 [1980]
- szerk.: J. P. Francev: Világtörténet tíz kötetben, II. kötet. Kossuth K. (1967)